# Ross 619
Ross 619, designació del catàleg Ross, (Gliese 299 / GJ 299 / LHS 35) és un estel a la constel·lació del Cranc situat prop del límit amb el Ca Menor. S'hi troba a 22,3 anys llum de distància del sistema solar i té magnitud aparent +12,83 i, per tant, no és observable a ull nu.
Ross 619 figura classificada com a nana vermella de tipus espectral M4.0V o M4.5V. No obstant això, la seva espectroscòpia infraroja és més consistent amb la d'una subnana de tipus M; diverses característiques del seu espectre —entre unes altres el feble sobretò de CO a 2,29 μm— corroboren el seu estatus de subnana. Llueix amb una lluminositat equivalent al 0,03% de la lluminositat solar, i la seva lluminositat és comparable a la de Proxima Centauri o Ross 128. Té una temperatura efectiva de 3.300 K, amb una massa equivalent al 15% de la massa solar. La seva velocitat de rotació projectada és igual o inferior a 3 km/s. Ha estat catalogat com un estel d'halo, cosa per la qual pot tractar-se d'un estel que provinent de l'halo galàctic estiga travessant el disc de la galàxia, on se situa el sistema solar. Una dels estrelles d'halo més conegudes és l'estrella de Kapteyn.
Els estels més propers a Ross 619 són YZ Canis Minoris i GJ 1116, respectivament a 3,99 i 7,26 anys llum.